# Bohyttan
Bohyttan är en by i Tjällmo socken, Motala kommun.
Byn består idag (2008) av fyra fastigheter varav tre för permanentboende. Boningshuset på Mon, som legat precis innanför gränsen till Kvarns skjutfält, revs 2007. Huvudbyggnaden färdigställdes 1865 av A.P Andersson, som sedan blev riksdagsman. 